# Guerre austro-russo-turque de 1735-1739
Pour les articles homonymes, voir Guerres russo-turques et Guerres austro-turques.
Guerres russo-turques
La guerre austro-russo-turque de 1735-1739 est un conflit entre la Russie de la tsarine Anne, alliée à l'Autriche de Charles VI, et l’Empire ottoman de Mahmoud Ier. 
Ce conflit résulte des problèmes apparus lors de la guerre de Succession de Pologne de 1733–1735 et des opérations menées par les Tatars de Crimée, vassaux de l'Empire ottoman. Mais c'est aussi une nouvelle manifestation des efforts russes pour obtenir un accès à la Mer Noire.

## La marche à la guerre

### La diplomatie russe des années 1725-1735
En 1733, la Russie soutient, de concert avec l'Autriche, l'accession au trône de Pologne d’Auguste III, contre Stanislas Leszczynski, beau-père de Louis XV et soutenu par la France et favorable à la Turquie. Cela provoque (20 octobre 1733) l'entrée en guerre de la France contre l'Autriche, qui se retrouve d'ailleurs en position d'infériorité et signe en novembre 1735 les préliminaires de paix de Vienne (confirmés en 1738 par le traité de Vienne).
En 1735, la Russie conclut la paix avec la Perse, pays en guerre avec l'Empire ottoman entre 1730 et 1736. Les Russes rétrocèdent à la Perse tous les territoires du Caucase conquis au cours de la guerre russo-persane de 1722-1723. 
À la suite d'un accord conclu en 1726, la Russie et l'Autriche de l'empereur Charles VI, qui était aussi un soutien d'Auguste III, envisagent une grande offensive dans les Balkans afin d'en chasser définitivement les Turcs. 

### Les opérations des Tatars de Crimée (1735)
En 1735, des raids des Tatars de Crimée ont lieu contre les territoires de l’actuelle Ukraine et le khan de Crimée lance une offensive dans le Caucase. 
En réponse, le commandement russe établit des plans pour la prise d’Azov voire de la Crimée.

## La guerre

### Opérations russes (1736-1737)
Le 20 mai 1736, l’armée russe du Dniepr, forte de 62 000 hommes sous le commandement du maréchal Burckhardt Christoph von Münnich, prend d’assaut les fortifications turques à Perekop et occupe Bakhtchissaraï le 17 juin. Cependant, l’insuffisance du ravitaillement ajoutée à l'apparition d’une épidémie force Münnich à faire retraite vers l’Ukraine. 
Le 19 juin 1736, l’armée russe du Don — 28 000 soldats sous le commandement du général Peter de Lacy, appuyé par la flottille du Don (en) sous le commandement du vice-amiral Pierre Bredal (en) — s’empare de la forteresse d’Azov. 
En juillet 1737, l’armée de Münnich prend d’assaut la forteresse ottomane d’Otchak. Les troupes de Lacy (fortes maintenant de 40 000 hommes) font mouvement en Crimée au même moment, remportant plusieurs victoires sur l’armée du khan de Crimée et s’emparent de Karasubazar. Cependant, Lacy et ses régiments sont rapidement contraints de se retirer en raison de la déficience du train des équipages.

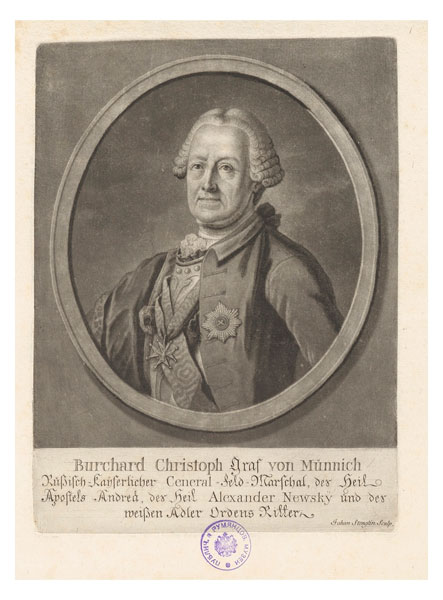
Portrait de Münnich.

### Opérations autrichiennes (1737)
En juillet 1737, l'Autriche entre à son tour en guerre contre l’Empire ottoman.
Les troupes autrichiennes sont commandées par François-Étienne de Lorraine, époux de Marie-Thérèse, fille et successeur de Charles VI, assisté du général Friedrich Heinrich von Seckendorff. 
Une offensive a lieu en Macédoine où les Autrichiens s'emparent de Niš, mais les Turcs reprennent la ville un peu plus tard. 

### L'année 1738
En 1738, les Turcs parviennent même à reprendre Belgrade et Semendria. 
En août, la Russie, l'Autriche et la Turquie entament des négociations à Nemirov, sans résultat. 
Aucune autre opération militaire d’importance n'a lieu en 1738. L’armée russe doit même abandonner Otchak et la péninsule de Kinbourn en raison de l’irruption de la peste bubonique.

### L'année 1739 et le retour à la paix
En 1739, les armées de Münnich franchissent le Dniepr puis le Dniestr, battent les Ottomans à la bataille de Stăuceni (en) et occupent la forteresse de Hotin en Moldavie (le 19 août) puis Iași, la capitale moldave. 
Cependant, l'Autriche, de nouveau battue par les Turcs, signe la paix séparée de Belgrade le 18 septembre : l'empereur rend l'Olténie à la principauté de Valachie et le nord de la Serbie avec Belgrade à l'Empire ottoman. 
Ce retrait des Autrichiens, ajouté à la menace d’une invasion suédoise, amène la Russie à signer avec la Turquie le traité de paix de Nyssa le 3 octobre.

## Source
- (en) Cet article est partiellement ou en totalité issu de l’article de Wikipédia en anglais intitulé « Russo-Turkish War (1735–1739) » (voir la liste des auteurs).